# فاطمه جوزدانیه
فاطمه جوزدانیه با کُنیهٔ افتخاری ام‌البنین وکُنیهٔ اصلی ام‌ابراهیم (۱۰۳۸–۱۱۳۰م) (نسب:فاطمه بنت عبدالله بن احمد بن قاسم بن عقیل) بانوی محدث اصفهانی ایرانی در سدهٔ پنجم هجری و اوایل ششم بود. سمعانی او را «بانویی نیکوکار، خیراندیش و پیر» وصف کرده و از او حدیث فراگرفته است.